# Стрекоза решётчатая
Стрекоза решётчатая, или стрекоза голубая, или прямобрюх решётчатый, или большая голубая стрекоза, или ортетрум обыкновенный, (лат. Orthetrum cancellatum) — разнокрылая стрекоза из семейства настоящих стрекоз (Libellulidae).
Взрослое насекомое достигает в длину от 45 до 55 миллиметров. Размах крыльев от 75 до 90 миллиметров. Ареал: Центральная Европа, Кавказ, Средняя Азия, Южная Сибирь. Селится возле озёр.
Грудь жёлтого или жёлтовато-бурого цвета. Брюшко желтоватого цвета. У самцов со временем брюшко становится голубого цвета. На брюшке широкие продольные бурые полоски и более светлые полулунные пятна.
Откладывает яйца в воду, в полёте. Развивается от личинки до взрослой особи за два года.
Занесена в красную книгу Тюменской области.

## Фотографии

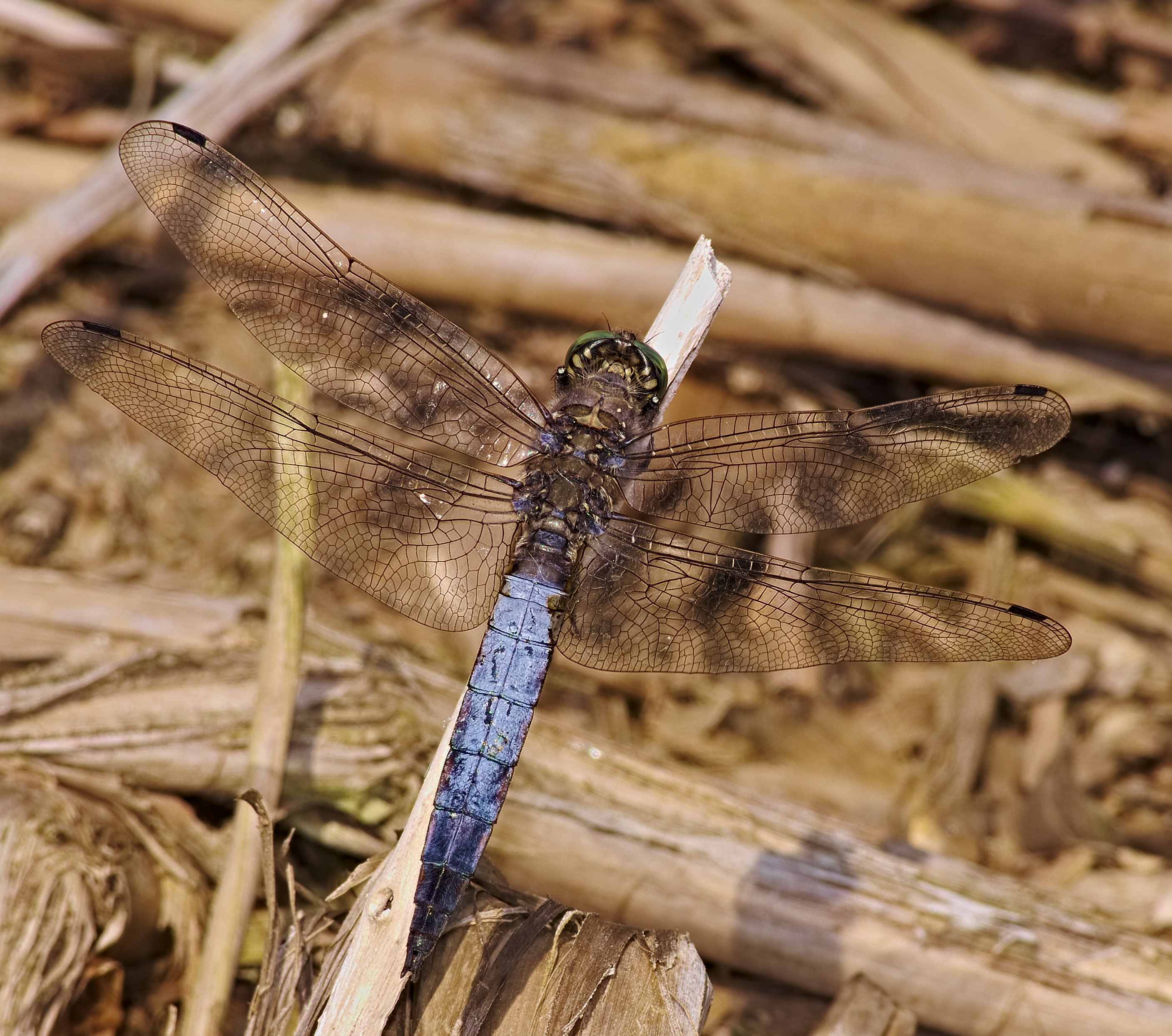
Самец
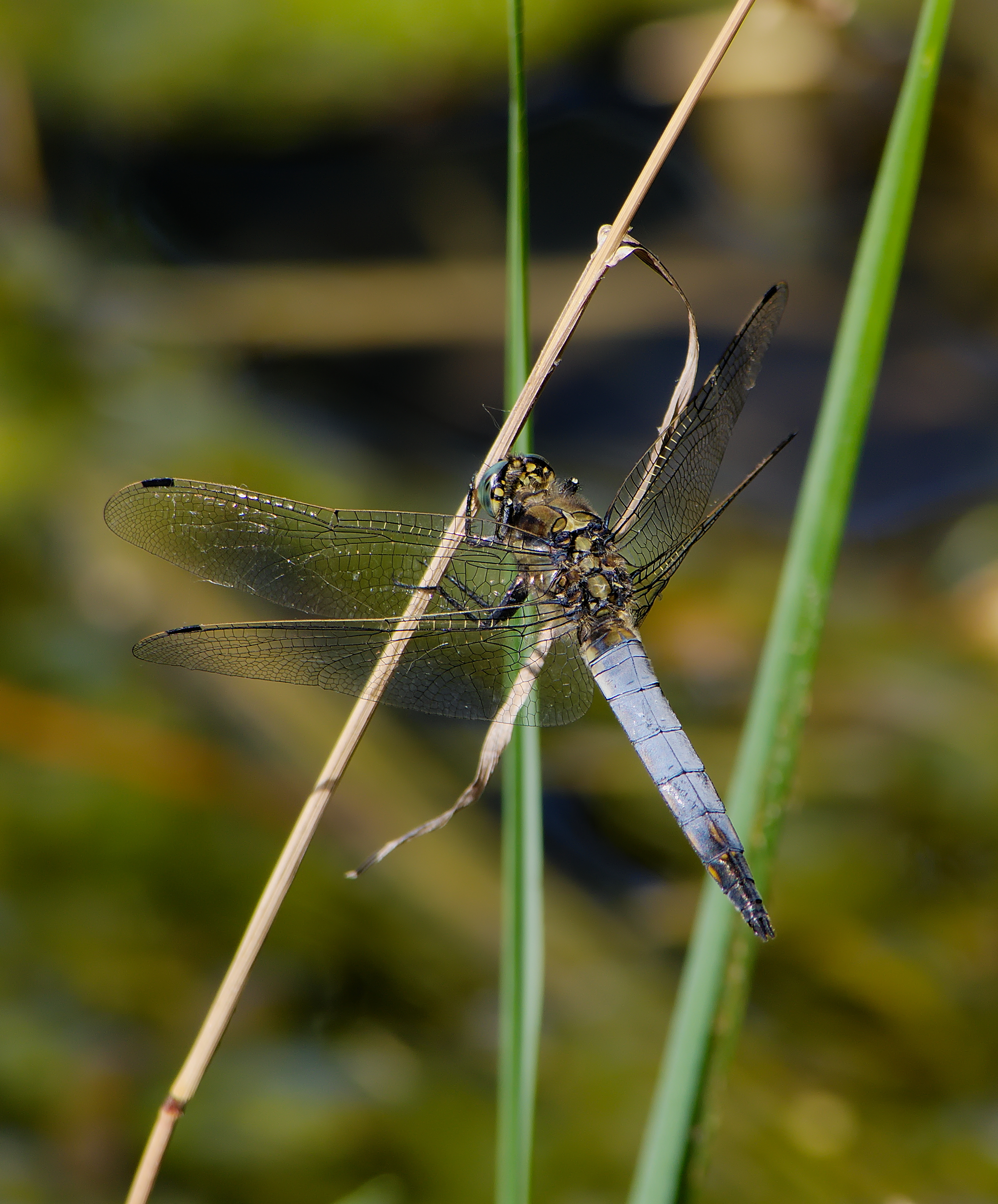
Самец
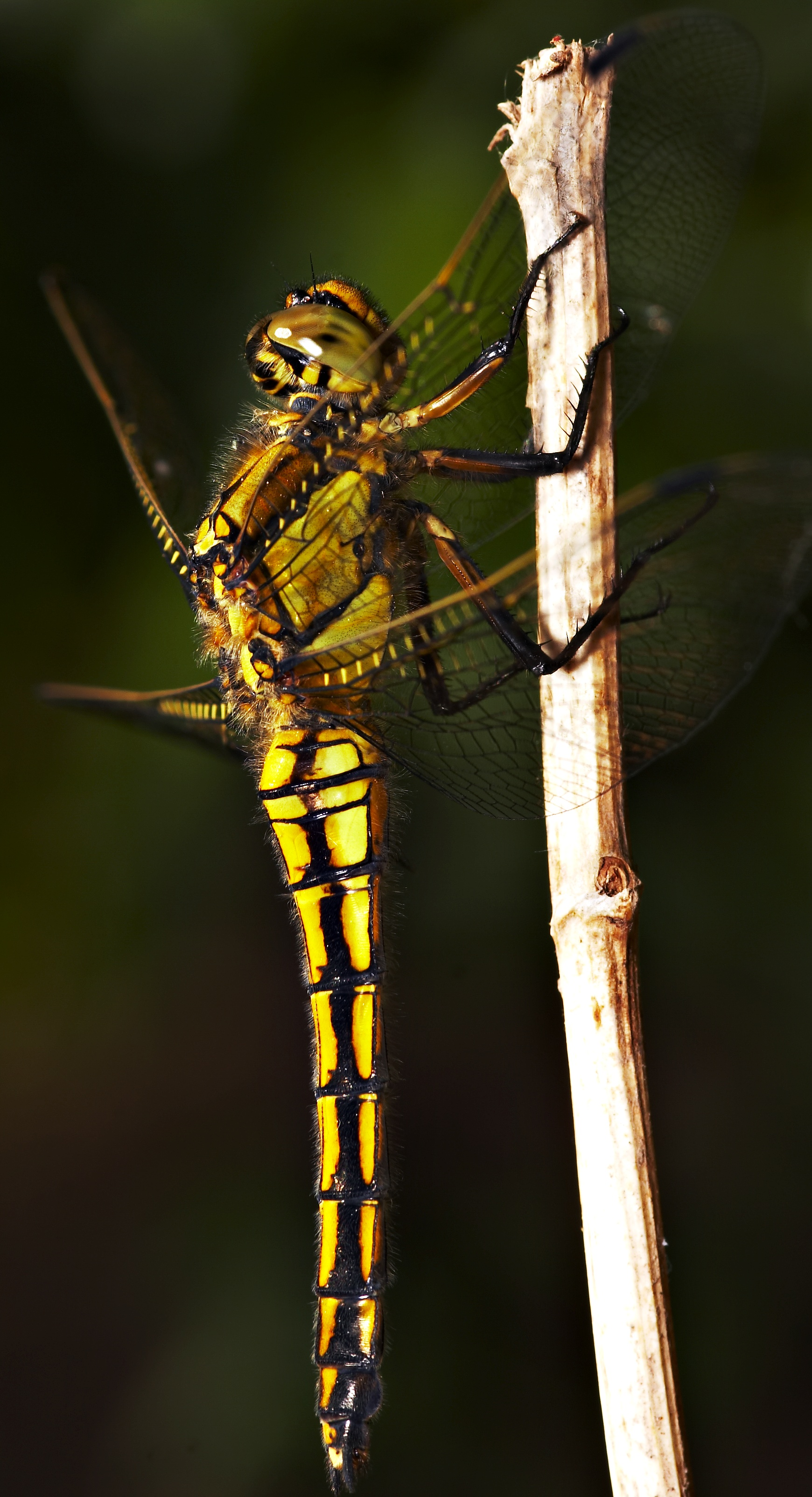
Самка
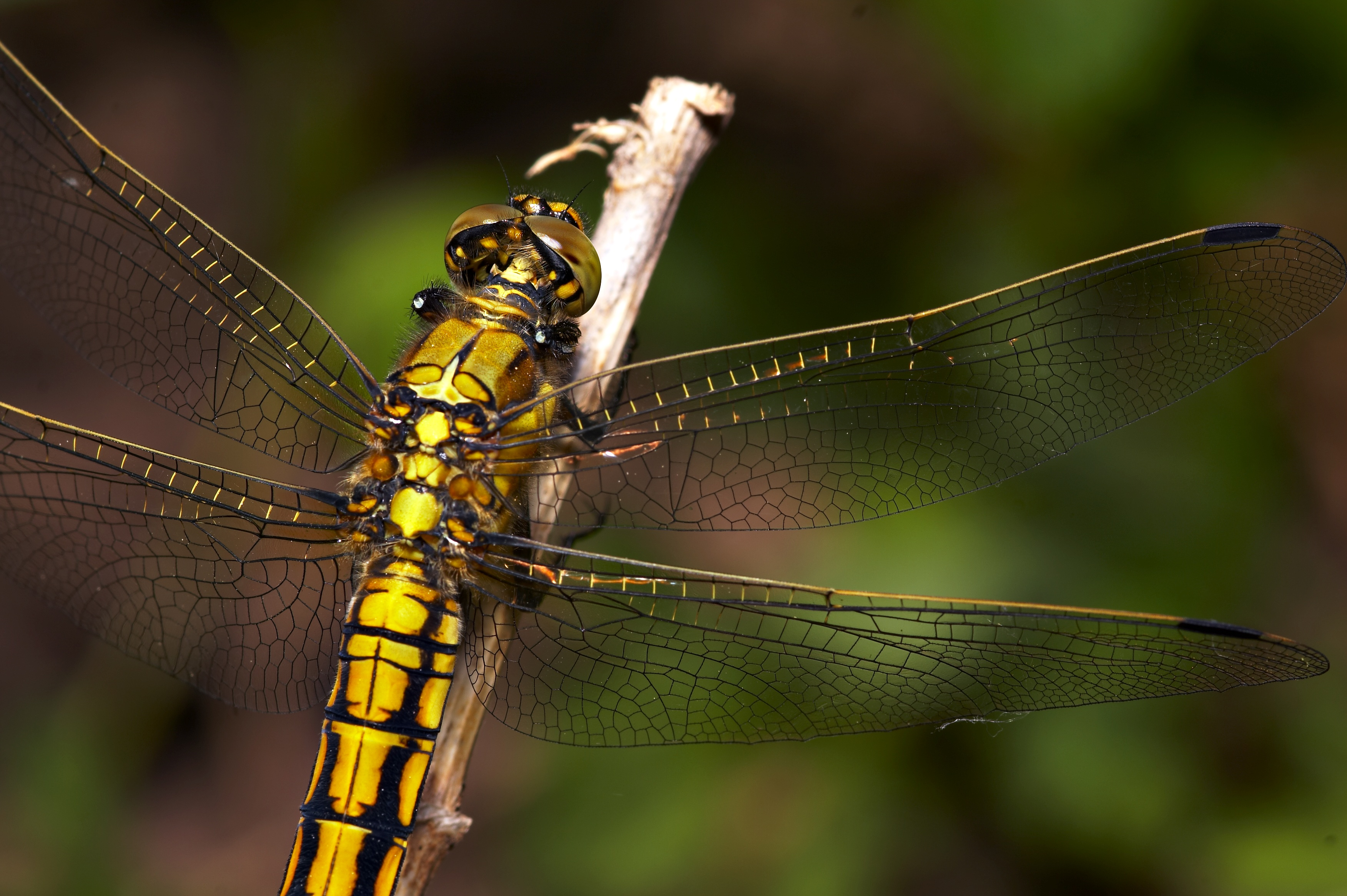
Самка
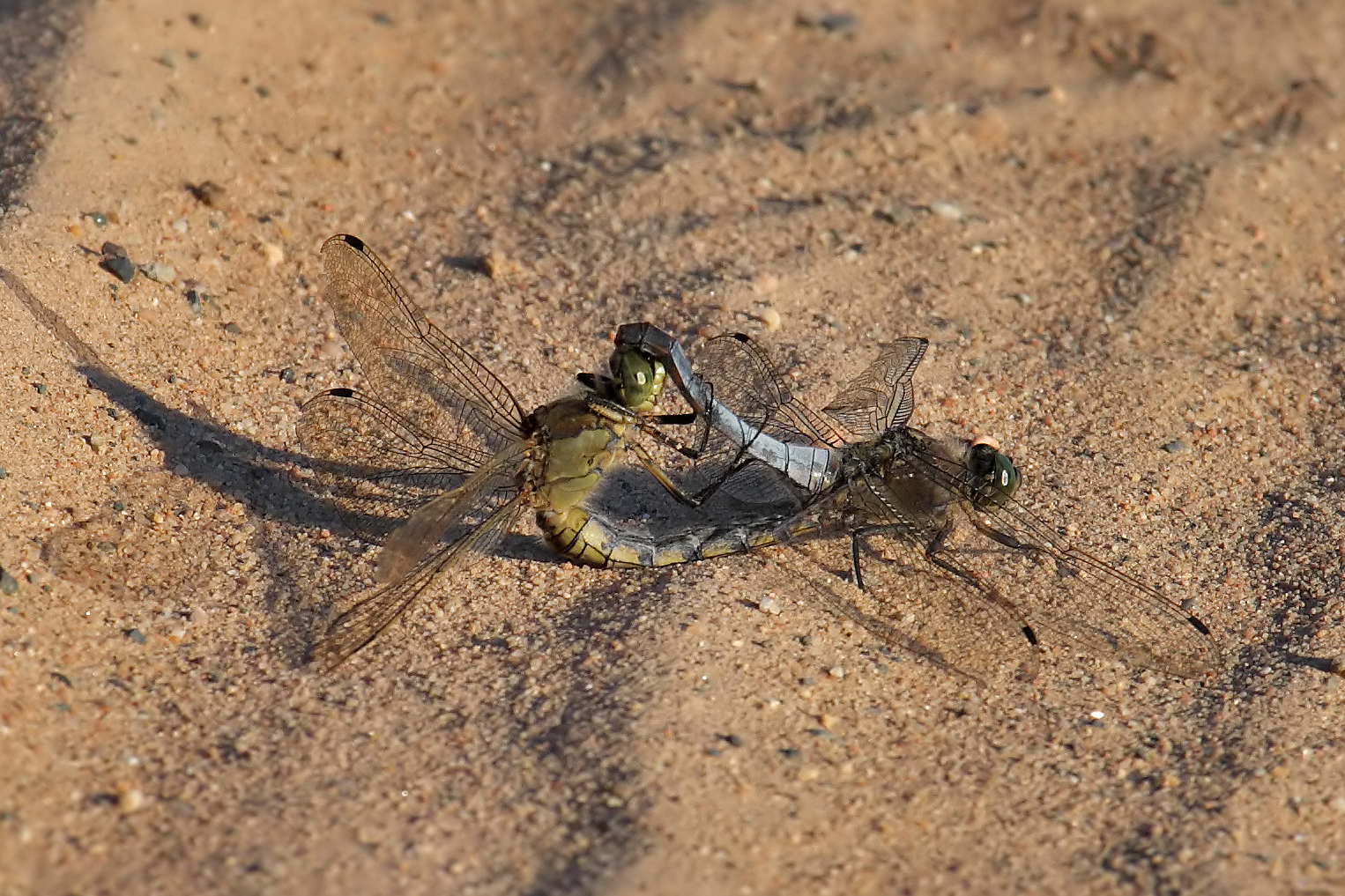
Спаривание